# Avoca (Tasmanie)
Pour les articles homonymes, voir Avoca.
 (mai 2018).
Si vous disposez d'ouvrages ou d'articles de référence ou si vous connaissez des sites web de qualité traitant du thème abordé ici, merci de compléter l'article en donnant les références utiles à sa vérifiabilité et en les liant à la section « Notes et références ».
Avoca est une petite ville dans le nord-est de la Tasmanie, en Australie. Située à environ 70 km à l'est de Launceston, la ville est nichée dans une vallée pittoresque de la chaîne de montagnes Ben Lomond. Avec une population d'environ 250 habitants.

## Histoire
Les premiers habitants de la région d'Avoca étaient les Aborigènes Tasmaniens, qui ont vécu dans la région pendant des milliers d'années avant l'arrivée des colons européens. Les premiers colons de la région étaient des fermiers et des éleveurs de bétail qui se sont installés dans la région au début du XIXe siècle.
En 1859, de l'or a été découvert dans la région, attirant des milliers de mineurs d'or dans la région. Au cours des années suivantes, de nombreuses mines ont été ouvertes et la ville d'Avoca s'est développée pour répondre aux besoins de la population croissante. Les mines d'or et d'étain ont dominé l'économie de la région jusqu'à la fin du XIXe siècle.
Dans les années 1880, Avoca était une ville prospère avec des banques, des magasins, des hôtels et des églises. À son apogée, la ville comptait environ 5 000 habitants. Cependant, la richesse de la ville a commencé à diminuer à la fin du XIXe siècle, avec l'épuisement des gisements d'or et la concurrence d'autres régions minières.
Au début du XXe siècle, Avoca est devenue un centre agricole important, avec la production de pommes de terre, de légumes et de fruits. La ville a également développé une industrie laitière prospère, avec la production de fromage et de beurre.
Au fil des ans, Avoca est devenue une destination touristique populaire, en raison de ses paysages naturels spectaculaires et de son riche patrimoine historique. La ville accueille chaque année un festival de la pomme de terre, mettant en vedette des expositions agricoles, des compétitions de cuisine et des concerts de musique.
Aujourd'hui, la ville d'Avoca est une destination prisée des voyageurs à la recherche de tranquillité et de nature. Les visiteurs peuvent découvrir l'histoire de l'exploitation minière de la région en visitant des sites tels que l'ancienne mine de New Golden Gate et le musée local. La ville offre aussi de nombreuses activités pour les visiteurs, notamment des sentiers de randonnée, des pistes cyclables, des galeries d'art locales, des boutiques de souvenirs et des restaurants. Les environs d'Avoca sont également populaires pour la pêche à la truite, la chasse et la randonnée.

## Localisation
La ville est nichée dans une vallée pittoresque de la chaîne de montagnes Ben Lomond, à environ 70 km à l'est de Launceston. Les montagnes environnantes offrent une vue spectaculaire sur la région, avec des paysages de forêts, de collines verdoyantes et de rivières cristallines. La ville est accessible en voiture via la route B34, qui relie Launceston à la côte est de la Tasmanie. La région est également desservie par les lignes de bus Tassielink, avec des arrêts à Avoca pour les voyageurs en provenance de Launceston et d'autres villes de la région.

## Topographie
La topographie de la région est caractérisée par plusieurs chaînes de montagnes et collines formées par des processus géologiques tels que la tectonique des plaques, l'érosion et les mouvements de glaciers.

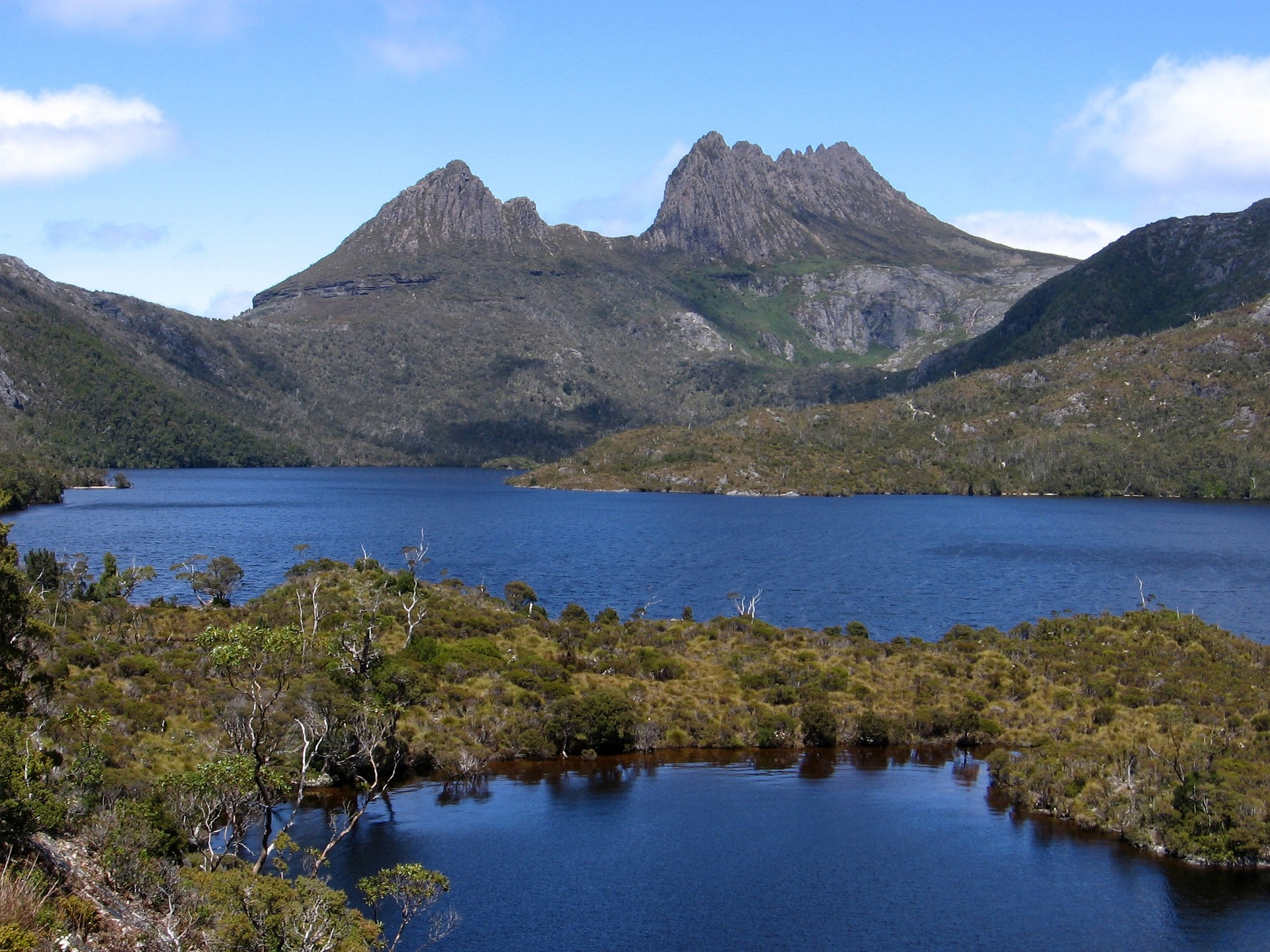
Chaîne de montagne Tasmanie

La chaîne de montagnes la plus importante dans la région d'Avoca est la chaîne de St. Paul, qui s'étend sur approximativement 25 km à l'est de la ville. Cette chaîne de montagnes est principalement composée de roches métamorphiques, telles que les schistes, les gneiss et les quartzites, pliées et soulevées par les forces de la tectonique des plaques. Les sommets les plus élevés de la chaîne de St. Paul atteint une altitude de plus de 1 200 mètres, tels que le mont St. Paul qui culmine à 1 236 mètres d'altitude.
Au nord de la ville d'Avoca se trouve la chaîne de montagnes de Ben Lomond, qui s'étend sur approximativement 25 km dans une direction nord-sud. Cette chaîne de montagnes est essentiellement composée de roches ignées et métamorphiques, telles que les basaltes, les andésites, les dacites et les schistes. Les sommets les plus élevés de la chaîne de Ben Lomond atteignent une altitude de plus de 1 500 mètres, tels que le pic Legges Tor qui culmine à 1 572 mètres d'altitude. Les roches ignées dans la chaîne de Ben Lomond sont le résultat de l'activité volcanique qui s'est produite il y a environ 200 millions d'années.
À l'ouest de la ville d'Avoca se trouve la chaîne de montagnes de Western Tiers, qui s'étend sur approximativement 80 km dans une direction nord-sud. Cette chaîne de montagnes est principalement composée de roches sédimentaires, telles que les grès, les argiles et les schistes. Les sommets les plus élevés de la chaîne de Western Tiers atteignent une altitude de plus de 1 200 mètres, tels que le mont Ironstone qui culmine à 1 232 mètres d'altitude.
En plus des chaînes de montagnes, la région d'Avoca est également caractérisée par des collines vallonnées et des plaines alluviales. Les collines vallonnées sont essentiellement composées de roches sédimentaires, tandis que les plaines alluviales sont formées de dépôts de sédiments déposés par des rivières et des glaciers.

## Hydrographie
Caractérisée par une topographie vallonnée et des vallées profondes. La région est traversée par plusieurs cours d'eau importants, le plus influent étant la rivière South Esk, qui prend sa source dans les montagnes du nord de la Tasmanie, près de Fingal, et s'écoule sur une longueur totale de 240 km avant de se jeter dans la mer de Tasman.
Le bassin versant de la rivière South Esk couvre une superficie de plus de 5 000 km2 et est caractérisé par des reliefs escarpés et des pentes abruptes, créant un régime hydrologique complexe et variable. Les précipitations sont relativement élevées, avec une moyenne annuelle de 870 mm, et les débits des cours d'eau peuvent considérablement varier en fonction de la saison et des événements météorologiques extrêmes.
La rivière South Esk a joué un rôle important dans l'histoire de la région d'Avoca, en particulier dans le développement de l'industrie minière de l'or dans les années 1850. En effet, la rivière South Esk a été l'un des principaux cours d'eau utilisés par les mineurs d'or pour l'approvisionnement en eau des mines et le traitement du minerai. De nombreux campements de mineurs ont été établis le long des rives de la rivière South Esk, tels que les campements de Back Creek et de Mangana, qui sont devenus des centres d'activité économique dans la région.
Au fil du temps, la rivière South Esk est devenue une destination populaire pour les loisirs, en particulier pour la pêche à la truite. Au début du XXe siècle, des associations de pêche ont été établies dans la région, comme la Fingal Anglers' Association en 1907, pour promouvoir la pêche à la truite et la protection des ressources piscicoles de la rivière South Esk. Aujourd'hui, la rivière South Esk est toujours une destination prisée pour la pêche à la truite, avec des espèces indigènes telles que la truite brune et la truite arc-en-ciel.
Outre la rivière South Esk, la région d'Avoca est également drainée par plusieurs autres cours d'eau importantes, tels que la rivière Fingal et la rivière St. Paul's. La rivière Fingal, qui prend sa source dans les montagnes de Ben Lomond, s'écoule sur une longueur totale de 84 km avant de se jeter dans la rivière South Esk. La rivière St. Paul's, qui prend sa source dans les collines à l'est d'Avoca, s'écoule sur une longueur totale de 37 km avant de se jeter dans la rivière South Esk.
La région d'Avoca est de plus caractérisée par la présence de plusieurs lacs et barrages, dont le lac Trevallyn et le barrage Trevallyn, situés à environ 50 km à l'est de la ville. Le lac Trevallyn a été formé en 1955 avec la construction du barrage Trevallyn, qui a inondé une partie de la vallée de la South Esk River. Le barrage Trevallyn mesure approximativement 49 mètres de hauteur et a une capacité de stockage de plus de 20 000 mégawattheures d'électricité.
De plus, la région d'Avoca est traversée par plusieurs rivières importantes, telles que la South Esk River et la St. Pauls River, qui ont façonné le paysage de la région au fil du temps. La South Esk River est la plus grande rivière de Tasmanie et mesure approximativement 240 km de long. Elle prend sa source dans les montagnes de la région d'Avoca et se jette dans l'estuaire de la Tamar River, près de la ville de Launceston.

## Géologie
La région d'Avoca, en Tasmanie, est située dans une zone de failles et de plissements résultant de l'orogenèse hercynienne qui s'est produite il y a environ 400 millions d'années. Cette orogenèse a été causée par la collision de deux plaques tectoniques, formant ainsi une chaîne de montagnes.
La région d'Avoca est principalement composée de roches sédimentaires et métamorphiques formées durant l'ère Paléozoïque, il y a de 541 à 252 millions d'années. Les roches sédimentaires comprennent des grès, des schistes et des argiles, déposés dans des environnements marins et fluviaux. Les roches métamorphiques comprennent des schistes, des gneiss et des quartzites, formés à partir de roches sédimentaires et ignées soumises à des températures et des pressions élevées.
La région d'Avoca contient également des intrusions de roches ignées, telles que les granites et les diorites, formées par la fusion partielle de la croûte terrestre il y a environ 360 millions d'années.
Dans l'ère Cénozoïque, il y a environ 66 millions d'années, la région d'Avoca a subi des mouvements tectoniques qui ont conduit à la formation de failles et de plissements. Ces mouvements ont aussi causé l'élévation de la région, formant ainsi les chaînes de montagnes qui dominent le paysage aujourd'hui.
Plus récemment, dans la dernière période glaciaire, qui s'est produite environ 20 000 ans auparavant, la région d'Avoca a été recouverte de glace et de neige. Les glaciers ont creusé des vallées profondes dans les montagnes, laissant derrière eux des lacs et des rivières.
La géologie de la région d'Avoca est le résultat de processus géologiques complexes qui se sont déroulés sur des millions d'années. Les roches sédimentaires et métamorphiques, ainsi que les intrusions de roches ignées, témoignent des environnements marins, fluviaux et magmatiques qui ont prévalu dans la région lors de l'ère Paléozoïque. Les mouvements tectoniques et l'activité glaciaire ont façonné le paysage de la région au cours des ères Cénozoïque et Quaternaire.